# Bahnstrecke Heimbach–Baumholder
| Streckennummer (DB): | 3200                 |                                    |                                    |
| Kursbuchstrecke (DB): | 680; 271a (ehemals)  |                                    |                                    |
| Kursbuchstrecke: | 271b (1946)          |                                    |                                    |
| Streckenlänge: | 9,080 km             |                                    |                                    |
| Spurweite: | 1435 mm (Normalspur) |                                    |                                    |
| Streckenklasse: | D4                   |                                    |                                    |
| Maximale Neigung: | 19 ‰                 |                                    |                                    |
| Minimaler Radius: | 300 (Weichen: 190) m |                                    |                                    |
| Streckengeschwindigkeit: | 50 km/h              |                                    |                                    |
| |                      |                                    |                                    |
| \| \| \| Nahetalbahn von Bingen (Rhein) Hbf \| \| \| \| 0,0 \| Heimbach (Nahe) \| Heimbach (Nahe) \| \| \| \| Nahetalbahn nach Saarbrücken Hbf \| \| \| \| 1,0 \| Tunnel Scheidwald (621 m) \| Tunnel Scheidwald (621 m) \| \| \| 2,7 \| Heimbach (Nahe) Ort \| Heimbach (Nahe) Ort \| \| \| 5,4 \| Ruschberg \| Ruschberg \| \| \| 8,9 \| Baumholder \| Baumholder \| |                      |                                    |                                    |
| Strecke |                      | Nahetalbahn von Bingen (Rhein) Hbf | Nahetalbahn von Bingen (Rhein) Hbf |
| Bahnhof | 0,0                  | Heimbach (Nahe)                    | Heimbach (Nahe)                    |
| Abzweig geradeaus und nach rechts |                      | Nahetalbahn nach Saarbrücken Hbf   | Nahetalbahn nach Saarbrücken Hbf   |
| Tunnel | 1,0                  | Tunnel Scheidwald (621 m)          | Tunnel Scheidwald (621 m)          |
| Haltepunkt / Haltestelle | 2,7                  | Heimbach (Nahe) Ort                | Heimbach (Nahe) Ort                |
| Haltepunkt / Haltestelle | 5,4                  | Ruschberg                          | Ruschberg                          |
| Kopfbahnhof Streckenende | 8,9                  | Baumholder                         | Baumholder                         |

Die 1912 eröffnete Bahnstrecke Heimbach (Nahe)–Baumholder wird für Güter- und Militärtransporte und seit 14. Dezember 2014 auch wieder im Personenverkehr genutzt.

## Geschichte
Bereits 1897 wurde die Genehmigung zum Bau einer Kleinbahn Heimbach–Baumholder erteilt. Im Jahre 1902 wurden jedoch die Vorarbeiten eingestellt. 1908 wurde dann ein preußisches Gesetz zum Bau einer Nebenbahn erlassen. Am 15. Dezember 1912 wurde die Strecke eröffnet. Zum Winterfahrplan 1922/23 fiel die (alte) 2. Klasse bei allen Zügen weg. Sie führten nur noch die 3. und 4. Klasse. Nach dem Bau des Truppenübungsplatzes 1937 bis 1938 erlebte die Strecke einen Aufschwung, insbesondere wurden die Gleisanlagen im Bahnhof Baumholder erweitert. Die Einstellung des Personenverkehrs erfolgte am 31. Mai 1981. Seitdem verkehrt der Omnibus (heute Linie 322 im Rhein-Nahe-Nahverkehrsverbund (RNN)). Am Wochenende fand kein öffentlicher Nahverkehr statt.
Eine Ausnahme war der Rheinland-Pfalz-Tag 2007. Aus diesem Anlass verkehrten von 29. Juni 2007 bis 1. Juli 2007 erstmals seit 1981 wieder Personenzüge auf der Strecke.
Die Infrastruktur zwischen dem Abzweig von der Nahetalbahn und dem Endbahnhof Baumholder wurde 2006 durch die Verbandsgemeinde Baumholder vom bisherigen Eigentümer DB Netz erworben. Sowohl der Kaufpreis von 310.000 EUR als auch Investitionen von rund 1,5 Mio. EUR wurden durch das Land Rheinland-Pfalz übernommen. Das jährliche Betriebskostendefizit in Höhe von etwa 100.000 EUR deckten die Hauptnutzer der Strecke, die US Army und die Bundeswehr, im Verhältnis 80:20. Mit der Betriebsführung als Eisenbahninfrastrukturunternehmen beauftragt die Verbandsgemeinde seit 10. Dezember 2006 die RP-Eisenbahn.
Güterverkehr wird auf der Strecke vor allem von DB Cargo durchgeführt.
Der zuständige Zweckverband Schienenpersonennahverkehr Rheinland-Pfalz Süd (ZSPNV Süd) hatte in seiner Sitzung am 10. Dezember 2008 beschlossen, die Strecke zum Fahrplanwechsel 2014/2015 am 14. Dezember 2014 für den Personenverkehr zu reaktivieren und auch die Haltepunkte in Heimbach Ort und Ruschberg wieder in Betrieb zu nehmen. Alle Bahnsteige sind 140 Meter lang, 55 Zentimeter hoch sowie drei bis fünf Meter breit.
Ende Februar 2012 hat der ZSPNV Süd die geplanten Verkehre im Rahmen der Ausschreibung des „Dieselnetzes Südwest“ an die Regentalbahn vergeben. Die Züge werden von deren Tochtergesellschaft Vlexx gefahren, die aufgrund interner Probleme allerdings zunächst nur einen Ersatzverkehr mit Bussen einrichtete.

## Betrieb
Seit 23. Februar 2015 verkehrt die Linie RB 34 zwischen Baumholder und Idar-Oberstein täglich im Stundentakt, zu den Hauptverkehrszeiten weiter bis Kirn. Neben dem Personen- und Militärverkehr wird in Baumholder gelegentlich Holz umgeschlagen. Im April 2016 wurde Baumaterial für eine Tunnelbaustelle in Heimbach verladen.
Der Bahnhof Baumholder besitzt eine Kopframpe sowie eine Seitenrampe, im gesonderten U.S.-Army-Bahnhof befinden sich drei Kopframpen. Es gibt durch die hohe Gleisanzahl vielfältige Rangiermöglichkeiten.
Die Strecke wird im Zugleitbetrieb betrieben. Der Fahrdienstleiter der RP-Eisenbahn hat im Bahnhof Mulda (Sachs) seinen Sitz. Die Weichen im Bahnhof in Baumholder lassen sich entweder vom Stellwerk steuern, oder sie werden mithilfe von Schlagtastern neben den Gleisen im EOW-Betrieb gestellt.

## Fahrzeuge
Auf der preußischen Nebenbahn kamen anfänglich die Lokomotiven T 9, G 8 und G 10 zum Einsatz. Später dann Dampfloks der Baureihen 50 und 52, vor Personenzügen 38 und 23. Danach folgten Schienenbusse 795 und 798 im Personenverkehr. Nach 1975 wurden die Militärzüge vorwiegend mit Diesellokomotiven der Baureihen 218 und 211/212 gefahren. Seit 2010 kamen die BR 232 und 294 zum Einsatz. Ab 2013 stellte DB Cargo von 232 auf 294 um. Aktuelle Güterlokomotiven sind eine in Saarbrücken beheimatete Class 77 von DB Cargo France (Euro Cargo Rail), sowie eine in Neunkirchen beheimatete Baureihe 294 von DB Cargo. Seit Wiederaufnahme des Personenverkehrs im Februar 2015 kommen Dieseltriebzüge vom Typ Alstom Coradia LINT 54 bzw. 81 des Verkehrsunternehmens vlexx zum Einsatz.